# 제6회 대한민국국제청소년영화제
제6회 대한민국국제청소년영화제는 2006년 10월 18일에 열린 시상식이다.

## 수상 및 후보

### 단체상 - 대상
- 앨리스를 위하여 - 김현미 수상
- 공포택시 - 이재영 수상
- 우유와 주스 - 윤예은 수상

### 단체상 - 금상
- CATCH-22 - 최수헌 수상
- Eraser - 김종철 수상
- 예지몽 - 박예리 수상

### 단체상 - 은상
- 여우의 음악 - 박기훈 수상
- 나리오끌레르 - 경태송 수상
- 외나무 다리에서 만나다 - 정선영 수상

### 단체상 - 동상
- 농담 - 김다운 수상
- 키즈북 이즈 - 박성호 수상
- insider & outsider - 박희정 수상
- 열일곱, 너의 이야기 - 김평화 수상
- 옥수수, 감자, 오이, 파들의 운동회 - 서경하 수상
- 정말 정말 너무 좋아 - 추연우 수상

### 단체상 - 장려상
- 미운 오리 새끼 - 김민선 수상
- 허밍 - 심재봉 수상
- 블루 - 최민우 수상
- 어느 멋진 봄날 - 윤철환 수상
- noise - 김훈민 수상
- X쪽지 - 임혜진 수상
- 유빈이의 3만원 - 고미진 수상
- 내마음 속 초록빛 - 김대용 수상
- 프리요금제 - 손용곤 수상

### 특별상 - 청년부문대상
- The origin of memory(기억의 원형) - 손용곤 수상
- 500원의 힘 - 허보미 수상
- 애나 어른이나 - 박윤식 외 1명 수상
- 족쇄 - 양유지 수상
- 학교 밖의 또 다른 학교 - 김세나 수상

### 최우수 조명상
- X쪽지 (Xmessage) - 김보배 외 1명 수상

### 최우수 기획상
- 처음처럼 - 조한별 수상

### 최우수 편집상
- 허밍 - 차현석 수상

### 최우수 촬영상
- 어느 멋진 봄날 - 윤철환 수상

### 최우수 음악상
- insider & outsider - 박희정 수상

### 최우수 시나리오상
- 공포택시 - 이재영 수상

### 청소년 심사위원단상
- 미운 오리 새끼 - 김민선 수상

### 남우연기상
- 애나 어른이나 - 권현탁 수상

### 여우연기상
- 앨리스를 위하여 - 김민지 수상